# Poinsenot
Poinsenot ist eine französische Gemeinde mit 55 Einwohnern (Stand: 1. Januar 2022) im Département Haute-Marne in der Region Grand Est. Sie gehört zum Kanton Villegusien-le-Lac und zum Arrondissement Langres. 

## Lage
Die Gemeinde Poinsenot liegt auf dem Plateau von Langres am Oberlauf der Ource an der Grenze zum Département Côte-d’Or. Sie ist umgeben von folgenden Nachbargemeinden:
|                     | Villars-Santenoge                           |                 |
| Poinson-lès-Grancey | Kompassrose, die auf Nachbargemeinden zeigt |                 |
|                     | Grancey-le-Château-Neuvelle                 | Vals-des-Tilles |

## Bevölkerungsentwicklung
| Jahr                       | 1962 | 1968 | 1975 | 1982 | 1990 | 1999 | 2008 | 2018 |
| -------------------------- | ---- | ---- | ---- | ---- | ---- | ---- | ---- | ---- |
| Einwohner                  | 64   | 56   | 64   | 56   | 42   | 38   | 51   | 55   |
| Quellen: Cassini und INSEE |      |      |      |      |      |      |      |      |